# Armée indigène
L'Armée indigène est formée à l'automne 1802, à la fin de la guerre d'indépendance haïtienne,. Dans un premier temps, elle se proclame « Armée des Incas », puis se rebaptise « Armée indigène » ou « Armée des Indigènes » à l'été 1803,. Elle se dote d'un drapeau le 18 mai 1803.
Commandée par Jean-Jacques Dessalines et constituée principalement d'anciens esclaves, elle défait le corps expéditionnaire envoyé par Napoléon Bonaparte à la bataille de Vertières, le 18 novembre 1803. 
L'issue de cette bataille conduit à la capitulation de l’armée française, à l’indépendance d’Haïti et à la perte de la colonie la plus grande et plus lucrative de l’empire colonial français de l’époque.
L'Armée indigène bénéfice également du soutien de la Grande-Bretagne, qui reprend les armes contre la France au printemps 1803. Le 23 juin 1803, Dessalines annonce au gouverneur de Jamaïque la séparation de Saint-Domingue d'avec la France : « C'est au nom de ce peuple lassé d'humiliation, que j'ai l'honneur d'Instruire Votre Excellence, que tous les liens qui attachaient Saint-Domingue à la France sont rompus ». Les Britanniques bloquent alors les ports de l'île et fournissent des armes et peut-être des vêtements à l'Armée indigène.